# Раковски, Патрик
Патрик Раковски (нем. Patrick Rakovsky; родился 2 июня 1993 года, Ольпе, Германия) — немецкий футболист, вратарь американского футбольного клуба «Финикс Райзинг». Обладатель бронзовой медали Фрица Вальтера до 19 лет за 2012 год.

## Клубная карьера
Первые шаги в футболе сделал в «Блече-Гермингхаузен» и «Шрайберсхоф». Далее вместе с отцом переехал в Чехию, где играл за «Спарту», а также играл полгода в «Славии», но из-за того, что он не мог ходить на тренировки из-за учёбы в школе Раковски покинул клуб. В 2007 году перешёл в «Шальке 04».
В 2011 году за 100 тысяч евро перешёл в «Нюрнберг». За клуб дебютировал в матче против «Боруссии Дортмунд». Свой первый матч на ноль сыграл против «Аугсбурга». 9 сентября 2011 года сломал палец и выбыл на 41 день. Свой первый матч, а также первую игру на ноль за резервную команду сыграл против футбольного клуба «Бавария II». Из-за ушиба ноги и колена, травмы таза и связок пропустил 93 дня. Всего за клуб сыграл 94 матчей, где пропустил 113 мячей и сделал 23 «сухаря».
1 июля 2017 года у Раковски закончился контракт с «Нюрнбергом», а 20 октября перешёл в «Льерс». За клуб дебютировал в матче против «Серкль Брюгге». Свой первый «сухарь» сделал в матче против «Вестерло». Всего за клуб сыграл 25 матчей, где пропустил 39 мячей и сыграл 5 раз на ноль.
1 июля 2018 года стал свободным агентом, а 1 января 2019 года — игроком «Лахти». За клуб дебютировал в матче против футбольного клуба «КуПС». Свою первую игру на ноль сыграл в матче против «ХИФК». Всего за клуб сыграл 58 матчей, где пропустил 80 мячей и сделал 20 «сухарей».
1 января 2021 года перешёл в «Ориндж Каунти». За клуб дебютировал в матче против футбольного клуба «Такома Дифайенс». Свой первый «сухарь» сделал в матче против «Сакраменто Рипаблик». В этом же сезоне вместе с клубом выиграл плей-офф Чемпионшипа, отбив в финале турнира пенальти. Всего за клуб сыграл 57 матчей, где пропустил 80 мячей.
17 января 2023 года перешёл в «Финикс Райзинг». Дебютировал 22 июня в домашнем матче против «Нью-Мексико Юнайтед», пропустив один гол.

## Карьера в сборной
За различные молодёжные команды Германии сыграл 18 матчей, где пропустил 8 мячей и сделал 12 «сухарей».

## Достижения

### Командные
«Ориндж Каунти»
- Победитель плей-офф Чемпионшип ЮСЛ: 2021

### Личные
- Бронзовая медаль Фрица Вальтера (до 19 лет): 2012